# Bisbat suburbicari d'Albano
El bisbat suburbicari d'Albano (italià: sede suburbicaria di Albano; llatí: Dioecesis Albanensis) és una seu de l'Església catòlica, sufragània de la diòcesi de Roma, que pertany a la regió eclesiàstica Laci. El 2012 tenia 470.300 batejats d'un total de 505.500 habitants. Actualment està regida pel bisbe Marcello Semeraro.

## Territori

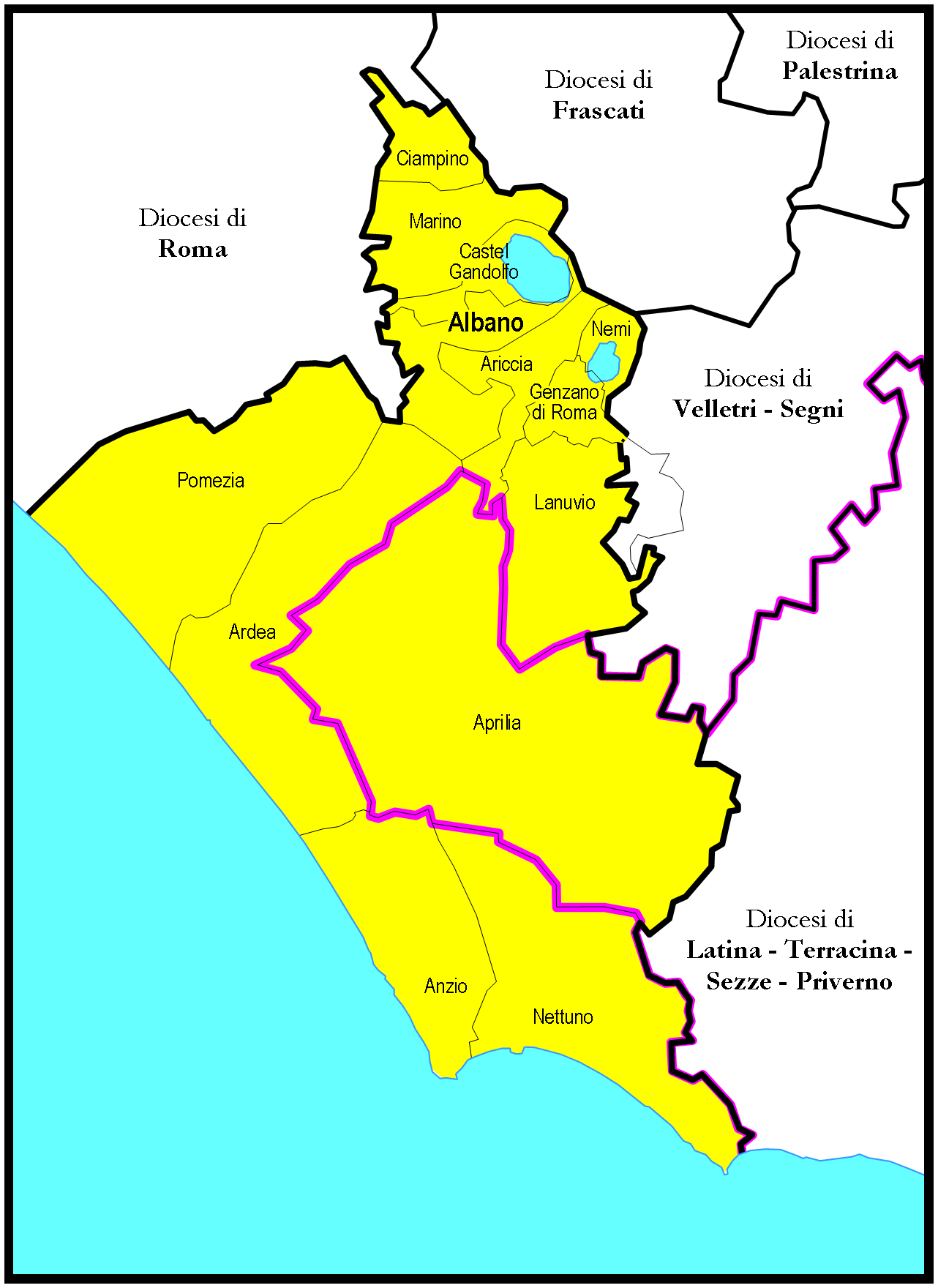
Territori de la diòcesi d'Albano

La seu suburbicària d'Albano, al sud-sud-oest de Roma, limita al nord amb el bisbat suburbicari de Frascati, a est amb els de Velletri i de Latina-Terracina-Sezze-Priverno i a l'oest amb la mar Tirrena.
El territori diocesà comprèn els municipis d'Albano Laziale, Anzio, Ardea, Arícia, Ciampino, Genzano di Roma, Lanuvio, Marino, Nemi, Nettuno i Pomezia, que pertanyen a la província de Roma; el d'Aprilia, que forma part de la província de Latina; i Santa Palomba, una petita zona del territori de la capital. La seva forma, després de l'absorció en el segle vi del bisbat d'Anzio, no ha canviat molt, tot i que ha patit importants retallades com el territori de Grottaferrata, amb la seva famosa abadia, va passar a la diòcesi de Frascati i, recentment, els pobles de Llatina que es van incorporar al bisbat Llatina-Terracina-Sezze-Priverno.
En la diòcesi hi són presents 166 cases religioses, de les quals 126 són femenines i 40 masculines; gairebé totes concentrades a la zona Colli a ala zona Mare.
Al territori diocesà es troba la ciutat de Castel Gandolfo, escollida pel Papa Urbà VIII al 1626 com a residència estival dels pontífex; el complex de les Vil·les Pontifícies, que ocupen unes 55 hectàrees després dels Pactes del Laterà del 1929, gaudeixen de la prerrogativa d'extraterritorialitat.
La seu episcopal és la ciutat d'Albano Laziale, on es troba la catedral de Sant Pancraç.
Des del punt de vista pastoral, el territori està dividit en tres zones: Colli, Mediana i Mare. Estan dividits en 77 parròquies, agrupades en 8 vicaries: Albano, Ciampino, Marino, Arícia, Aprilia, Pomezia i Nettuno.

## Història

### Els primers segles de l'era cristiana
L'escriptura de constitució o, potser més exactament, el reconeixement oficial de l'existència de la comunitat cristiana i de la seva organització sota la jurisdicció del bisbe es fa coincidir amb l'erecció al Albanum per Constantí I, que es va produir al voltant del 326, una basílica en honor de Sant Joan Baptista, una de les quatre construïdes per l'emperador fora de Roma. La següent catedral, però, dedicada a St Pancras i erigida sobre el terreny que ocupava l'anterior destruïda completament després d'un greu incendi juntament amb el bisbe, es remunta al Papa Lleó III (795-816).
En el curs dels treballs de restauració fets a principis del segle xx s'han trobat elements que pertanyen a l'estructura primitiva basílica (la cripta, situada sota el presbiteri, on es van traslladar les relíquies dels màrtirs de les catacumbes de san Senatore) i de la reconstrucció (dues columnes de marbre visible a través de les ranures obertes als pilars de maçoneria).
La presència d'una comunitat cristiana gran i activa a l'Albanum, es traça pels erudits entre el segle iii i començaments del IV, època a la qual Alberto Galieti, entre els historiadors més influents de la diòcesi, atribueix la creació de les catacombes de San Senatore, a les quals identifica el cementiri on, amb els de sant Senador i santa Perpètua, descansava, segons l'Epítome de locis Sanctorum Martirum quae sunt foris civitatis Romae, les restes d'innombrables sants. La troballa, per sobre de les catacumbes, del sepulcre d'un soldat de la Segona Legió Parta, suggereix a De Rossi va suggerir a la connexió entre la mateixa catacomba i la milícia, va arribar a Itàlia des de l'est al 193 després que l'emperador Septimi Sever i esquarterada precisament a l'Albanum. Visitat després de la restauració de 1989 per la Pontifícia Comissió d'Arqueologia Sacra, hi ha frescos que daten del cinquè al segle xi.

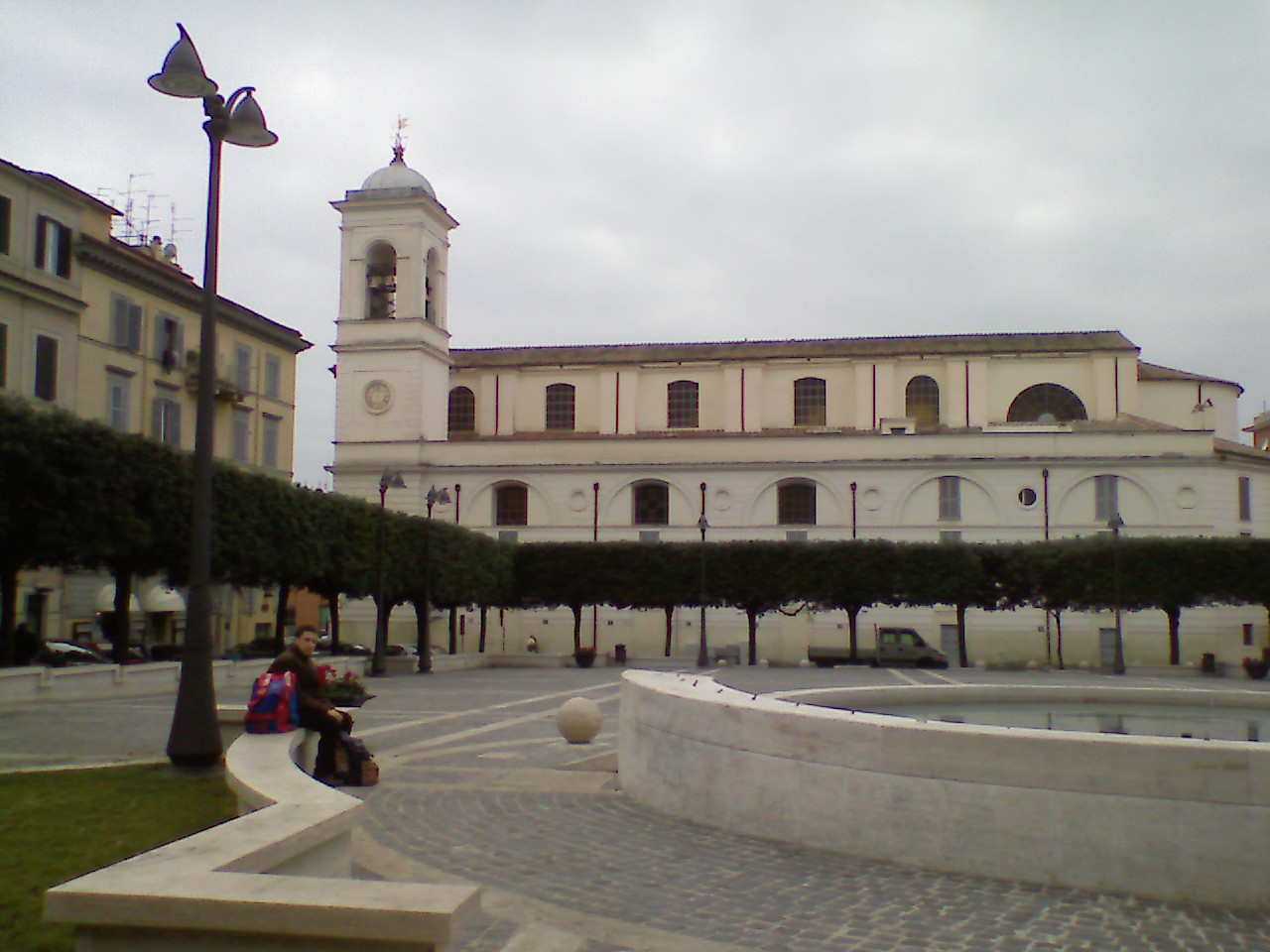
El lateral de la catedral de Sant Pancraç a Albano Laziale.

Més escasses i tardanes, probablement atribuïbles al segle iv, són les evidències de la presència de les comunitats cristianes en altres centres de la diòcesi, Lanuvium, Arícia, Bovillae, Lavínium, Ardea, algunes d'elles, però, seu de famosos temples pagans, on les tradicions estaven més arrelades. No es pot descartar que, almenys en els centres ubicats al llarg de la Via Apia, la proclamació de la Bona Nova als pobles indígenes ha arribat des del primer segle de boca dels mateixos apòstols Pere i Pau. Coetani amb què dell'Albanum sembla haver estat més aviat la presència d'una comunitat cristiana a Anzio, ciutats exposades al contagi de les idees orientals causa de les operacions que es van dur a terme a través del port i que, fins al segle vi, quan va ser absorbida per la diòcesi d'Albano, era també seu episcopal.
La importància aviat assumida per la diòcesi albanense es testifica no només per la construcció de la basílica constantiniana, sinó que també per l'elecció al Papat en 401 d'Innocenci I, que era natural d'Albano.

### Edat mitjana
Durant l'època medieval, també com a resultat de les invasions posteriors als visigots (410) i sarraïns (826 i 844) i els esdeveniments de la guerra per la conquesta de Roma en relació amb la guerra gòtica (535-553) entre els romans d'Orient i els ostrogots, l'àrea de diòcesi va ser sovint devastada. Això va portar a una disminució general de la urbanització amb la desaparició de moltes ciutats romanes antigues, com Bovillae i l'antic bisbat d'Arícia, que evidentment, es va convertir més endavant en la seu d'Albano.
La residència oficial dels bisbes d'Albano durant tot el període medieval va ser a la Basílica de Sant Climent, a Roma, i les visites pastorals a la diòcesi eren molt minces: la majoria de les localitats de la diòcesi de fet estaven molt decaigudes. Fins i tot Albano, que va ser reduït a un oppidulum al segle vi, es va anar despoblant a poc a poc sota l'estela de setges posteriors, destrucció i saqueigs: el 1118 pel Pierleoni car el Papa Pasqual II havia trobat refugi en Albano; en 1167 pels ciutadans romans de pesar en contra del suport donat per albanesos a l'emperador Frederic Barbarroja, en 1436, finalment, pel cardenal Giovanni Maria Vitelleschi, enviat pel Papa Eugeni IV contra els Savelli.
L'Església entre els segles viii i IX controlava vastes propietats als turons d'Albano i a l'Agro Romano: aquests, organitzats en Patrimonia dividida al seu torn en Massae, van ser manejats per diaques independents del bisbe local i sotmesos directament a la Santa Seu. Els fons eclesiàstics podien ser col·locats al llarg de la Via Àpia entre Roma i Frattocchie (Patrimonium Appiae), entre Marino i Grottaferrata (Massa Marulis), prop d'Albano Laziale (Massa Sulpiciana), per la via Ardeatina i Nettuno. En un període posterior nombrosos feus van ser atorgats a institucions religioses romanes: el cas de Genzano di Roma, donada en feu als monjos de San Paolo alle Tre Fontane, de Lanuvio, feu dels monjos benedictins, i Ardea, atorguen als monjos de la basílica de Sant Pau Extramurs. Albano Laziale va ser infeudada diverses vegades, el mateix bisbe: el 9 d'agost de 1217 el Papa Honori III va concedir a Ferentino el domini del temps del feu d'Albano als seus bisbes; també el Papa Nicolau III el 4 de maig de 1278 va confirmar el domini d'Albano i concedí privilegis associats pels seus bisbes. No obstant això, el domini episcopal d'Albano no va deixar rastres significatius, sent aviat suplantat pels poderosos senyors Savelli.
El Cardenal Bisbe sant Bonaventura el 1272, va realitzar una visita al Santuari de Maria Santissima dell'Acquasanta a Marino: la llegenda explica que allà el sant va tenir la inspiració de fundar la Germandat del Gonfanó de Marino, la primera institució en el món assumir aquest nom.

### Edat moderna
El 1628 la diòcesi d'Albano es dotà del seu propi seminari. Tancat el 1921 per dificultats econòmiques, va tornar a operar el 1949 amb el títol de Pontifici Seminari Interdiocesà Pius XII a l'edifici situat a la plaça de Sant Paolo, primer concedit i després donats a la diòcesi per la Santa Seu.
Amb l'ocupació francesa a la fi del segle xviii i principis del xix i la supressió dels ordes religiosos, els monestirs van ser "indemaniati": el de la Immaculada de les Clarisses va esdevenir caserna per la gendarmeria, mentre que al convent de Santa Maria della Stella i Col·legi de Propaganda Fide s'aquarteraren tropes "1.200 homes i 25 cavalls." L'aixecament dels pagesos del Colli Albani, després de la revolta a Roma, va ser fàcilment sufocada per les tropes del general Joachim Murat i els pagesos van ser saquejats. Molts prelats i sacerdots que es van negar a prestar jurament de lleialtat a l'emperador, van ser deportats; un d'ells va morir en captivitat.
El cardenal Michele Di Pietro, nadiu d'Albano i format al seminari local, va ser delegat apostòlic pel govern de Roma durant el seu empresonament davant el Papa Pius VI i després el Papa Pius VII. Ferotge opositor dels designis de Napoleó Bonaparte, qui també va patir presó i finalment convertir-se en pastor de la seva diòcesi natal des de 1816 fins al 1824.

### Edat contemporània
Durant segles, i encara a principis del segle xx, el territori diocesà es va caracteritzar per la presència de dos pols habitatge, el muntanyós i el costaner, incloent l'ampliació de la part sud de l'Agro Romano, una gran plaga pantanosa i insalubre, gairebé completament despoblada, on es va consumar el 1902 el sacrifici de Santa Maria Goretti, patrona de la diòcesi, el cos de la qual és conservat al Santuari de la Mare de Déu de Gràcia a Nettuno L'àrea va ser drenada i colonitzada en els anys trenta, quan es van fundar Aprilia i Pomezia.
El 1944 la guerra va assolar cruelment durant més de quatre mesos en el territori de la diòcesi, causant grans baixes i destrucció. Innombrables en tots els fidels de la diòcesi es trobaven en aquestes circumstàncies tràgiques les proves de coratge i testimonis de solidaritat del clergat i religiosos de la gent abandonada per les autoritats civils. La tragèdia més gran en termes de pèrdues de vides humanes es consumà el 10 de febrer com a conseqüència dels bombardejos aeris, a les Viles Pontifícies de Castel Gandolfo i el Col·legi adjacent de Propaganda Fide, que va donar la benvinguda a milers de persones desplaçades.
En la postguerra, com a resultat del desenvolupament econòmic, la zona va atreure a molts immigrants, especialment del Sud. En cinquanta anys la població ha crescut de menys de cent mil a gairebé mig milió d'habitants; des de petites aldees Aprilia, Pomezia i Ardea, així com de Ciampino, antic poble de Marino, s'han convertit en ciutats populoses. La població augmenta més d'un milió de persones durant la temporada d'estiu. Últimament la migració sembla haver disminuït en intensitat, però s'ha enriquit amb un nou component, que la immigració procedent de països no pertanyents a la Unió Europea amb un fort component del clandestinitat. Això ha creat un gresol de cultures i religions de les quals naixerà el dema
 del territori i de l'Església d'Albano, que haurà de créixer per enfrontar i superar el repte de la multiculturalitat i la multi-religiositat.
Aquests fenòmens no han escapat a l'atenció de l'Església. El IX Sínode diocesà celebrat el 1958 tenia essencialment un caràcter disciplinari, però mentrestant va augmentar el nombre de parròquies i esglésies de la zona i una major atenció al món del treball. La visita pastoral, que va començar el 1981 i va acabar el 1986, va ser seguida per un període de reflexió de la comunitat a través d'una sèrie de conferències de l'Església, el que va resultar en el Sínode dels anys noranta, que per primera vegada, juntament amb els sacerdots, religiosos i religioses, van participar nombrosos delegats laics. El Sínode ha donat consciència neta a l'Església d'Albano per estar en una missió en el seu propi territori i, al mateix temps, juntament amb altres fruits preciosos, ha guanyat la seva obertura missionera a l'exterior amb la decisió de contractar el servei de la parròquia de Masuba a la diòcesi de Makeni a Sierra Leone.

## Sants i Papes a la cronologia
La cronologia dels bisbes d'Albano del Galieti, considerada la més fiable, enumera 156 bisbes, als quals cal sumar els sis successius des de 1948 fins a l'actualitat.
Dos d'ells van abandonar la seu albanensa del papat: Pietro Martino i Nicolas Breackspears. Tres bisbes van ascendir al tron de Pere des d'una altra seu episcopals, després d'haver ocupat la d'Albano: Rodrigo Borgia, Giovan Pietro Carafa i Giovanni Alessandro de Medici. El Galieti exclou a Giuliano della Rovere, va ascendir al papat el 1503 sota el nom de Juli II.
Dos bisbes han ascendit als altars: Sant Pere Igni, bisbe d'Albano entres 1074 i 1089, i Sant Bonaventura, Doctor Seràfic, des de 1273 al 1274, mentre que van ser beatificats Matteo (+ 1189) i Enrico de Marsiac (+ 1189), qui el 1185 hauria rebutjat el papat per humilitat. El cardenal Lodovico Altieri va morir en 1867 enmig del seu camí a causa del còlera.
Des de l'any 963 al 1966 els bisbes albanensos eren cardenals. Posteriorment, sota el motu proprio del Papa Joan XXIII Suburbicariis sedibus del 10 d'abril de 1962, la direcció real de la diòcesi es confia al bisbe ordinari, mentre que al cardenal se li dona el títol només.

## Cronologia episcopal

### Bisbes d'Albano
- Ursino † (vers 395)[4]
- Romano † (citat el 465)
- Atanasio † (citat el 487)
- Crisogono † (inicis de 495 vers - finals de 501)
- Omobono † (inicis de 592 - finals de 595)
- Epifanio † (citat el 649)
- Giovenale † (inicis de 680 - 682 mort)
  - Sede vacante (682-720)
- Andrea † (citat el 721)
- Tiburtino † (citat el 743)
- Leone † (citat el 761)
- Eustasio (o Eustrasio o Eustachio) † (inicis de 767 - finals de 768)
- Costante (o Costantino) † (citat el 772)
- Benedetto † (citat el 826)
- Giovanni ? † (citat el 828)
  - Benedetto † (citat el 844) (usurpatore)
- Petronacio † (inicis de 853 - vers 867 mort)
- Paolo † (citat el 869)
- Pietro † (citat el 898)
  - Sede vacante (ca. 900 - ca. 960)
- Gregorio † (inicis de 963 - finals de 985)
- Teobaldo I † (citat el 995)
- Giovanni † (vers 996 - finals de 1001)
- Pietro Martino Boccapecora, O.S.B. † (1004 - 31 de juliol de 1009 elegit papa amb el nom de Sergi IV)
- Teobaldo II † (inicis de 1012 - finals de 1044)

### Cardenals bisbes suburbicaris d'Albano
- Bonifacio dei Conti di Tuscolo † (1049 - 1067)
- Basilio † (vers 1068 - 1073)
- San Pere Igni, O.S.B.Vall. † (1073 o 1074 o 1079 - 1087)
- Oddone (o Othon, o Otto, o Eudes) † (1090 - vers 1096 mort)
  - Teodorico † (vers 1095 - 1100 elegit antipapa amb el nom de Teodorico) (pseudocardenal)
- Gualterio (o Valtero) † (1091 - 1101 mort)
  - Tiderico? † (vers 1099 - ?) (pseudocardenal)
- Riccardo, O.S.B. † (1101 - vers 1114 mort)
- Anastasio † (1114 - vers 1115 mort)
- Leone † (1115 - 1115 mort)
- Vitale (Oldo Medi) † (1115 - 1126 mort)
- Beat Mathieu, O.Cist. † (1126 - 25 de desembre de 1135 mort)
- Ugo † (1135 - de gener de 1136 mort)
- Alberto † (de gener de 1136 - 1142 mort)
- Pietro Papareschi † (1142 - 1146 mort)
- Nicholas Breakspear † (1146 - 4 de desembre de 1154 elegit papa amb el nom d'Adrià IV)
- Gualterio † (de febrer de 1159 - 1178 o 1179 mort)
  - János Struma † (1165 - 20 de novembre de 1168 elegit antipapa amb el nom de Calixt III) (pseudocardenal)
- Henri de Marsiac, O.Cist. † (de març de 1179 - 4 de juliol de 1188 mort)
- Albino, C.R.S.A. † (1189 - vers 1197 mort)
- Giovanni † (1199 - 1210 o 1211 mort)
- Gerardo Sessa, O.Cist. † (maig o juny de 1211 - d'abril de 1212 mort)
- Paio Galvão, O.S.B. † (1212 - 29 de gener de 1230 mort)
- Pierre de Colmieu † (28 de maig de 1244 - 25 de maig de 1253 mort)
- Raoul Grosparmi † (17 de desembre de 1261 - 10 d'agost de 1270 mort)
- San Bonaventura de Bagnoregio, O.Min. † (3 de juny de 1273 - 15 de juliol de 1274 mort)
- Bentivegna de' Bentivegni, O.Min. † (12 de març de 1278 - 25 de març de 1289 mort)
- Bérard de Got † (18 de setembre de 1294 - 27 de juny de 1297 mort)
- Gonzalo García Gudiel † (4 de desembre de 1298 - de desembre de 1299 mort)
- Leonardo Patrasso † (2 de març de 1300 - 7 de desembre de 1311 mort)
- Arnaud d'Aux † (23 de desembre de 1312 - 14 d'agost de 1320 mort)
- Vital du Four, O.Min. † (juny de 1321 - 16 d'agost de 1327 mort)
- Gauscelin de Jean † (18 de desembre de 1327 - 3 d'agost de 1348 mort)
- Hélie de Talleyrand-Périgord † (4 de novembre de 1348 - 17 de gener de 1364 mort)
- Pierre Itier † (4 de febrer de 1364 - 20 de maig de 1367 mort)
- Angelic de Grimoard de Grisac, C.R.S.A. † (17 de setembre de 1367 - 13 d'abril de 1388 mort)
- Niccolò Brancaccio † (d'abril de 1388 - 29 de juny de 1412 mort)
- Giordano Orsini † (de juny de 1412 - 14 de març de 1431 nomenat cardenal bisbe de Sabina)
- Pierre de Foix, O.F.M. † (14 de març de 1431 - 13 de desembre de 1464 mort)
- Ludovico Scarampi Mezzarota † (7 de gener de 1465 - 22 de març de 1465 mort)
- Latino Orsini † (7 de juny de 1465 - 14 d'octubre de 1468 nomenat cardenal bisbe de Frascati)
- Filippo Calandrini † (14 d'octubre de 1468 - 30 d'agost de 1471 nomenat cardenal bisbe de Porto i Santa Rufina)
- Rodrigo Borgia † (30 d'agost de 1471 - 24 de juliol de 1476 nomenat cardenal bisbe de Porto i Santa Rufina, posteriorment elegit papa amb el nom d'Alexandre VI)
- Oliviero Carafa † (24 de juliol de 1476 - 31 de gener de 1483 nomenat cardenal bisbe de Sabina)
- Jean Balue † (31 de gener de 1483 - 14 de març de 1491 nomenat cardenal bisbe de Palestrina)
- Giovanni Michiel † (14 de març de 1491 - 10 d'octubre de 1491 nomenat cardenal bisbe de Palestrina)
- Jorge da Costa † (10 d'octubre de 1491 - 14 de maig de 1501 nomenat cardenal bisbe de Frascati)
- Lorenzo Cybo de Mari † (14 de maig de 1501 - 29 de novembre de 1503 nomenat cardenal bisbe de Palestrina)
- Raffaele Sansoni Galeotti Riario † (29 de novembre de 1503 - 3 d'agost de 1507 nomenat cardenal bisbe de Sabina)
- Bernardino López de Carvajal y Sande † (3 d'agost de 1507 - 17 de setembre de 1507 nomenat cardenal bisbe de Frascati)
- Guillaume Briçonnet † (17 de setembre de 1507 - 22 de setembre de 1508 nomenat cardenal bisbe de Frascati)
- Domenico Grimani † (22 de setembre de 1508 - 3 de juny de 1509 nomenat cardenal bisbe de Frascati)
- Philippe de Luxembourg † (3 de juny de 1509 - 20 de gener de 1511 nomenat cardenal bisbe de Frascati)
- Jaume Serra i Cau † (20 de gener de 1511 - 15 de març de 1517 mort)
- Francesc de Remolins † (16 de març de 1517 - 5 de febrer de 1518 mort)
- Niccolò Fieschi † (5 de febrer de 1518 - 24 de juliol de 1521 nomenat cardenal bisbe de Sabina)
- Antonio Maria Ciocchi del Monte † (24 de juliol de 1521 - 9 de desembre de 1523 nomenat cardenal bisbe de Frascati)
- Pietro Accolti † (8 de desembre de 1523 - 20 de maig de 1524 nomenat cardenal bisbe de Palestrina)
- Lorenzo Pucci † (15 de juny de 1524 - 24 de juliol de 1524 nomenat cardenal bisbe de Palestrina)
- Giovanni Piccolomini † (24 de juliol de 1524 - 22 de setembre de 1531 nomenat cardenal bisbe de Palestrina)
- Giovanni Domenico de Cupis † (22 de setembre de 1531 - 16 de desembre de 1532 nomenat cardenal bisbe de Sabina)
- Andrea della Valle † (21 d'abril de 1533 - 12 de desembre de 1533 nomenat cardenal bisbe de Palestrina)
- Bonifacio Ferrero † (12 de desembre de 1533 - 5 de setembre de 1534 nomenat cardenal bisbe de Palestrina)
- Lorenzo Campeggi † (5 de setembre de 1534 - 26 de febrer de 1535 nomenat cardenal bisbe de Palestrina)
- Matthäus Lang von Wellenburg † (26 de febrer de 1535 - 30 de març de 1540 mort)
- Alessandro Cesarini † (31 de maig de 1540 - 14 de novembre de 1541 nomenat cardenal bisbe de Palestrina)
- Francesco Cornaro † (14 de novembre de 1541 - 15 de febrer de 1542 nomenat cardenal bisbe de Palestrina)
- Antonio Pucci † (15 de febrer de 1542 - 8 de gener de 1543 nomenat cardenal bisbe de Sabina)
- Giovanni Salviati † (8 de gener de 1543 - 17 d'octubre de 1544 nomenat cardenal bisbe de Sabina)
- Gian Pietro Carafa † (17 d'octubre de 1544 - 8 d'octubre de 1546 nomenat cardenal bisbe de Sabina després elegit papa amb el nom de Pau IV)
- Ennio Filonardi † (8 d'octubre de 1546 - 19 de desembre de 1549 mort)
- Jean du Bellay † (28 de febrer de 1550 - 29 de novembre de 1553 nomenat cardenal bisbe de Frascati)
- Rodolfo Pio † (29 de novembre de 1553 - 11 de desembre de 1553 nomenat cardenal bisbe de Frascati)
- Juan Álvarez y Alva de Toledo, O.P. † (11 de desembre de 1553 - 29 de maig de 1555 nomenat cardenal bisbe de Frascati)
- Francesco Pisani † (29 de maig de 1555 - 20 de setembre de 1557 nomenat cardenal bisbe de Frascati)
- Pedro Pacheco de Villena † (20 de setembre de 1557 - 5 de març de 1560 mort)
- Giovanni Girolamo Morone † (13 de març de 1560 - 10 de març de 1561 nomenat cardenal bisbe de Sabina)
- Cristoforo Madruzzo † (14 d'abril de 1561 - 18 de maig de 1562 nomenat cardenal bisbe de Sabina)
- Ottone di Waldburg † (18 de maig de 1562 - 12 d'abril de 1570 nomenat cardenal bisbe de Sabina)
- Giulio della Rovere † (12 d'abril de 1570 - 3 de juliol de 1570 nomenat cardenal bisbe de Sabina)
- Giovanni Ricci † (3 de juliol de 1570 - 8 d'abril de 1573 nomenat cardenal bisbe de Sabina)
- Scipione Rebiba † (8 d'abril de 1573 - 5 de maig de 1574 nomenat cardenal bisbe de Sabina)
- Fulvio Giulio della Corgna, O.S.Io.Hieros. † (5 de maig de 1574 - 5 de desembre de 1580 nomenat cardenal bisbe de Porto i Santa Rufina)
- Gianfrancesco Gambara † (5 de desembre de 1580 - 4 de març de 1583 nomenat cardenal bisbe de Palestrina)
- Alfonso Gesualdo † (4 de març de 1583 - 2 de desembre de 1587 nomenat cardenal bisbe de Frascati)
- Tolomeo Gallio † (2 de desembre de 1587 - 2 de març de 1589 nomenat cardenal bisbe de Sabina)
- Prospero Santacroce † (2 de març de 1589 - 2 d'octubre de 1589 mort)
- Gabriele Paleotti † (8 de novembre de 1589 - 20 de març de 1591 nomenat cardenal bisbe de Sabina)
- Michele Bonelli, O.P. † (20 de març de 1591 - 28 de març de 1598 mort)
- Girolamo Rusticucci † (30 de març de 1598 - 21 de febrer de 1600 nomenat cardenal bisbe de Sabina)
- Girolamo Simoncelli † (21 de febrer de 1600 - 24 d'abril de 1600 nomenat cardenal bisbe de Frascati)
- Pedro de Deza Manuel † (23 d'abril de 1600 - 27 d'agost de 1600 mort)
- Alessandro Ottaviano de' Medici † (30 d'agost de 1600 - 17 de juny de 1602 nomenat cardenal bisbe de Palestrina, posterioriment elegit papa amb el nom de Lleó XI)
- Simeone Tagliavia d'Aragonia † (17 de juny de 1602 - 19 de febrer de 1603 nomenat cardenal bisbe de Sabina)
- Domenico Pinelli el gran † (19 de febrer de 1603 - 16 de juny de nomenat cardenal bisbe de Frascati)
- Girolamo Bernerio, O.P. † (16 de juny de 1603 - 7 de febrer de 1607 nomenat cardenal bisbe de Porto i Santa Rufina)
- Antonmaria Sauli † (7 de febrer de 1607 - 17 d'agost de 1611 nomenat cardenal bisbe de Sabina)
- Paolo Emilio Sfondrati † (17 d'agost de 1611 - 14 de febrer de 1618 mort)
- Francesco Sforza † (5 de març de 1618 - 6 d'abril de 1620 nomenat cardenal bisbe de Frascati)
- Alessandro Damasceni Peretti † (6 d'abril de 1620 - 2 de juny de 1623 mort)
- Giovanni Battista Deti † (7 de juny de 1623 - 2 de març de 1626 nomenat cardenal bisbe de Frascati)
- Andrea Baroni Peretti Montalto † (2 de març de 1626 - 14 d'abril de 1627 nomenat cardenal bisbe de Frascati)
- Carlo Emanuele Pio di Savoia † (14 d'abril de 1627 - 15 de juliol de 1630 nomenat cardenal bisbe de Porto i Santa Rufina)
- Gaspar de Borja y Velasco † (15 de juliol de 1630 - 28 de desembre de 1645 mort)
- Bernardino Spada † (19 de febrer de 1646 - 29 d'abril de 1652 nomenat cardenal bisbe de Frascati)
- Federico Baldissera Bartolomeo Cornaro † (29 d'abril de 1652 - 5 de juny de 1653 mort)
- Marzio Ginetti † (9 de juny de 1653 - 2 de juliol de 1663 nomenat cardenal bisbe de Sabina)
- Giovanni Battista Maria Pallotta † (2 de juliol de 1663 - 11 d'octubre de 1666 nomenat cardenal bisbe de Frascati)
- Ulderico Carpegna † (11 d'octubre de 1666 - 18 de març de 1671 nomenat cardenal bisbe de Frascati)
- Virginio Orsini, O.S.Io.Hieros. † (18 de març de 1671 - 28 de gener de 1675 nomenat cardenal bisbe de Frascati)
- Girolamo Grimaldi-Cavalleroni † (28 de gener de 1675 - 4 de novembre de 1685 mort)
- Flavio Chigi seniore † (18 de març de 1686 - 19 d'octubre de 1689 nomenat cardenal bisbe de Porto i Santa Rufina)
- Emmanuel Théodose de la Tour d'Auvergne de Bouillon † (19 d'octubre de 1689 - 21 de juliol de 1698 nomenat cardenal bisbe de Porto i Santa Rufina)
- César d'Estrées † (15 de setembre de 1698 - 18 de desembre de 1714 mort)
- Ferdinando d'Adda † (21 de gener de 1715 - 29 de gener de 1719 mort)
- Fabrizio Paolucci † (8 de febrer de 1719 - 12 de juny de 1724 nomenat cardenal bisbe de Porto i Santa Rufina)
- Giacomo Boncompagni † (12 de juny de 1724 - 24 de març de 1731 mort)
- Lodovico Pico della Mirandola † (9 d'abril de 1731 - 29 d'agost de 1740 nomenat cardenal bisbe de Porto i Santa Rufina)
- Pier Luigi Carafa † (16 de setembre de 1740 - 15 de novembre de 1751 nomenat cardenal bisbe de Porto i Santa Rufina)
- Giovanni Battista Spinola † (15 de novembre de 1751 - 20 d'agost de 1752 mort)
- Francesco Scipione Maria Borghese † (25 de setembre de 1752 - 12 de febrer de 1759 nomenat cardenal bisbe de Porto i Santa Rufina)
- Carlo Alberto Guidobono Cavalchini † (12 de febrer de 1759 - 16 de maig de 1763 nomenat cardenal bisbe de Òstia i Velletri)
- Fabrizio Serbelloni † (16 de maig de 1763 - 18 d'abril de 1774 nomenat cardenal bisbe de Òstia i Velletri)
- François-Joachim de Pierre de Bernis † (18 d'abril de 1774 - 3 de novembre de 1794 mort)
- Luigi Valenti Gonzaga † (1795 - 3 d'agost de 1807 nomenat cardenal bisbe de Porto i Santa Rufina)
- Antonio Dugnani † (3 d'agost de 1807 - 8 de març de 1816 nomenat cardenal bisbe de Porto i Santa Rufina)
- Michele Di Pietro † (8 de març de 1816 - 29 de maig de 1820 nomenat cardenal bisbe de Porto i Santa Rufina)
- Pietro Francesco Galleffi † (29 de maig de 1820 - 5 de juliol de 1830 nomenat cardenal bisbe de Porto, Santa Rufina i Civitavecchia)
- Gianfrancesco Falzacappa † (5 de juliol de 1830 - 22 de novembre de 1839 nomenat cardenal bisbe de Porto, Santa Rufina i Civitavecchia)
- Giacomo Giustiniani † (22 de novembre de 1839 - 24 de febrer de 1843 mort)
- Pietro Ostini † (13 d'abril de 1843 - 4 de març de 1849 mort)
- Costantino Patrizi Naro † (20 d'abril de 1849 - 17 de desembre de 1860 nomenat cardenal bisbe de Porto i Santa Rufina)
- Lodovico Altieri † (17 de desembre de 1860 - 11 d'agost de 1867 mort)
- Camillo Di Pietro † (20 de setembre de 1867 - 12 de març de 1877 nomenat cardenal bisbe de Porto i Santa Rufina)
- Carlo Luigi Morichini † (12 de març de 1877 - 26 d'abril de 1879 mort)
- Gustav Adolf von Hohenlohe-Schillingsfürst † (12 de maig de 1879 - de desembre de 1883 renuncià)
- Raffaele Monaco La Valletta † (24 de març de 1884 - 24 de març de 1889 nomenat cardenal bisbe de Òstia i Velletri)
- Lucido Maria Parocchi † (24 de maig de 1889 - 30 de novembre de 1896 nomenat cardenal bisbe de Porto i Santa Rufina)
- Isidoro Verga † (30 de novembre de 1896 - 10 d'agost de 1899 mort)
- Antonio Agliardi † (14 de desembre de 1899 - 19 de març de 1915 mort)
- Gennaro Granito Pignatelli di Belmonte † (6 de desembre de 1915 - 16 de febrer de 1948 mort)
- Giuseppe Pizzardo † (21 de juny de 1948 - 17 de novembre de 1966 renuncià)

### Cardenals bisbes del títol suburbicari d'Albano
- Giuseppe Pizzardo † (17 de novembre de 1966 - 1 d'agost de 1970 mort)
- Krikor Bedros XV Aghagianian † (22 d'octubre de 1970 - 16 de maig de 1971 mort)
- Luigi Traglia † (15 de març de 1972 - 22 de novembre de 1977 mort)
- Francesco Carpino † (27 de gener de 1978 - 5 d'octubre de 1993 mort)
- Angelo Sodano, des del 10 de gener de 1994

### Bisbes d'Albano
- Raffaele Macario † (29 de novembre de 1966 - 11 de juny de 1977 jubilat)
- Gaetano Bonicelli (11 de juny de 1977 - 28 d'octubre de 1981 nomenato ordinari militar a Itàlia)
- Dante Bernini (8 d'abril de 1982 - 13 de novembre de 1999 jubilat)
- Agostino Vallini (13 de novembre de 1999 - 27 de maig de 2004 nomenat prefecte del Tribunal Suprem de la Signatura Apostòlica)
- Marcello Semeraro, des de l'1 d'octubre de 2004

## Estadístiques
A finals del 2012, la diòcesi tenia 470.300 batejats sobre una població de 505.500 persones, equivalent al 93,0% del total.
| any  | població | població | població | sacerdots | sacerdots       | sacerdots       | sacerdots             | diaques | religiosos | religiosos | parròquies |
| ---- | -------- | -------- | -------- | --------- | --------------- | --------------- | --------------------- | ------- | ---------- | ---------- | ---------- |
| any  | batejats | total    | %        | total     | clergat secular | clergat regular | batejats per sacerdot | diaques | homes      | dones      |            |
| 1950 | 84.500   | 85.000   | 99,4     | 93        | 33              | 60              | 908                   |         | 80         | 590        | 19         |
| 1959 | ?        | 120.000  | ?        | 185       | 37              | 148             | ?                     |         | 33         | 730        | 30         |
| 1968 | 181.400  | 181.489  | 100,0    | 236       | 63              | 173             | 768                   |         | 75         | 1.115      | 51         |
| 1980 | 293.609  | 294.401  | 99,7     | 272       | 82              | 190             | 1.079                 | 2       | 251        | 1.182      | 55         |
| 1990 | 357.630  | 359.526  | 99,5     | 267       | 89              | 178             | 1.339                 | 8       | 272        | 1.111      | 66         |
| 2000 | 368.000  | 375.000  | 98,1     | 161       | 114             | 47              | 2.285                 | 45      | 85         | 1.047      | 78         |
| 2001 | 368.500  | 374.000  | 98,5     | 161       | 114             | 47              | 2.288                 | 45      | 65         | 1.143      | 78         |
| 2002 | 398.500  | 405.000  | 98,4     | 149       | 101             | 48              | 2.674                 | 45      | 66         | 1.117      | 78         |
| 2003 | 412.420  | 431.900  | 95,5     | 150       | 96              | 54              | 2.749                 | 45      | 75         | 1.088      | 77         |
| 2004 | 390.100  | 409.520  | 95,3     | 147       | 100             | 47              | 2.653                 | 43      | 57         | 1.088      | 78         |
| 2006 | 412.420  | 461.000  | 89,5     | 192       | 93              | 99              | 2.148                 | 40      | 143        | 1.257      | 78         |
| 2012 | 470.300  | 505.500  | 93,0     | 184       | 104             | 80              | 2.555                 | 43      | 146        | 1.110      | 77         |